# Вальдек-Пирмонт, Йозиас Георг Вильгельм Адольф
Йозиас Георг Вильгельм Адольф, наследный принц Вальдек-Пирмонтский (нем. Josias Georg Wilhelm Adolf Erbprinz zu Waldeck und Pyrmont, с 1946 года Йозиас, князь Вальдек-Пирмонтский (нем. Josias Fürst zu Waldeck und Pyrmont); 13 мая 1896, Арользен, княжество Вальдек-Пирмонт, Германская империя — 30 ноября 1967, замок Шаумбург, Гессен, ФРГ) — наследный принц Вальдек-Пирмонта, один из высших офицеров СС (6 октября 1938 года — 8 мая 1945 года), высший руководитель СС и полиции «Фульда-Верра» (Кассель), командующий оберабшнитом СС «Фульда-Верра» (1 января 1937 года — 8 мая 1945 года), глава Дома Вальдек и Пирмонт (26 мая 1946 года — 30 ноября 1967 года), обергруппенфюрер СС (30 января 1936 года), генерал полиции (8 апреля 1941 года), генерал войск СС (1 июля 1944 года).

## Биография
Сын имперского князя Фридриха Адольфа Германа Вальдек-Пирмонтского и принцессы Батильды Шаумбург-Липпской. Приходился племянником королю Вюртемберга Вильгельму II и королеве-консорт Нидерландов Эмме Вальдек-Пирмонтской. Был также кузеном королевы Нидерландов Вильгельмины и герцога Саксен-Кобург-Готского Карла Эдуарда.
Получил военное образование. Добровольцем сражался на фронтах Первой мировой войны, был неоднократно ранен (в том числе получил тяжёлое ранение в голову). За боевые отличия награждён Железным крестом 1-го и 2-го класса.
В ноябре 1918 года в числе других представителей германских владетельных домов уволен из армии. В результате Ноябрьской революции 1918 года его семья потеряла владения, поскольку Вальдек-Пирмонт стал Свободным государством в составе новой Веймарской республики.
В 1919 году, уже будучи офицером, принимал участие в боях с коммунистами в Верхней Силезии в составе частей добровольческого корпуса. Затем 2 года работал в сельском хозяйстве, 2 года учился сельскохозяйственным наукам и юриспруденции, затем 1,5 года работал в промышленности.
С 1923 до 1927 года состоял в Младогерманском ордене (нем. Jungdeutsche Orden), а затем — в «Стальном шлеме». 1 ноября 1929 года вступил в НСДАП (партбилет № 160 025). 2 марта 1930 года в Мюнхене вступил в СС (билет № 2139) и стал адъютантом любимца А. Гитлера Йозефа Дитриха. Был первым представителем бывших владетельных домов, кто вступил в СС. С сентября 1930 года по 30 января 1931 года — группенфюрер для особых поручений при рейхсфюрере СС Генрихе Гиммлере. С 30 января 1931 года руководитель адъютантуры (личного штаба) рейхсфюрера СС. В 1933 избран депутатом Рейхстага от Западного Дюссельдорфа.
После прихода нацистов к власти был вытеснен из ближайшего окружения Гиммлера Карлом Вольфом и командирован в Имперское министерство иностранных дел. Член Академии германского права. Принимал участие в организации уничтожения высшего руководства СА в Мюнхене во время «Ночи длинных ножей».
С 1 января 1937 года был командиром оберабшнита СС «Фульда-Верра» (штаб-квартира находилась в его родовом замке в Шаумбург). С 6 октября 1938 года и до конца войны был высшим руководителем СС и полиции «Фульда-Верра» (Кассель), охватывавшей территорию 9-го военного округа. Создал Бюро по германизации восточных народов.

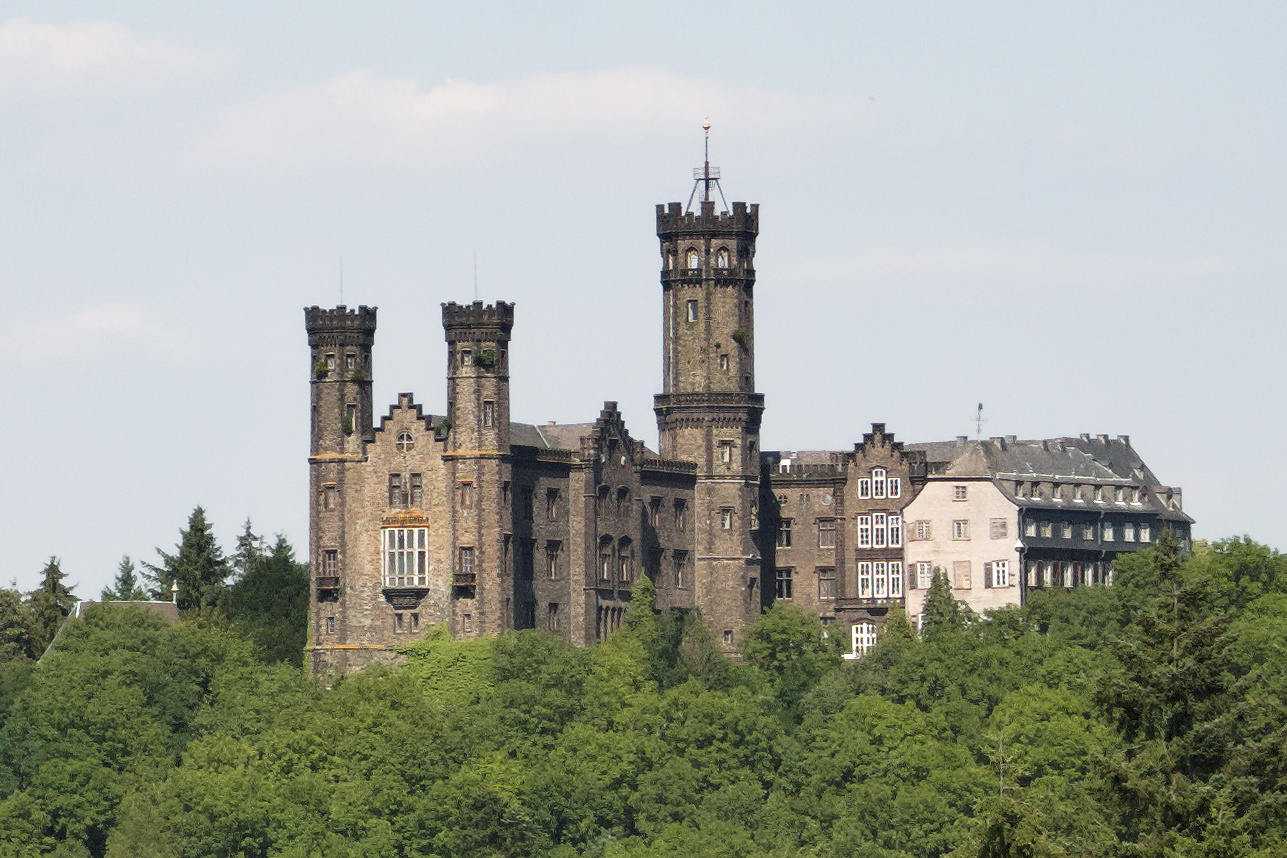
Замок Шаумбург

В 1944 году отдал приказ поместить кронпринца баварского в находившийся под своей юрисдикцией концлагерь Бухенвальд.
Йозиас цу Вальдек унд Пирмонт был арестован 13 апреля 1945 года. В 1946 году после смерти отца стал главой княжеского Дома Вальдек и Пирмонт. На проходившем с 11 апреля по 14 августа 1947 года в лагере для интернированных лиц в бывшем концлагере Дахау Бухенвальдском процессе был приговорён Американским армейским судом к пожизненному тюремному заключению. Суд признал его персонально ответственным за преступления в Бухенвальде, поскольку лагерь был расположен в подведомственной ему области (несмотря на тот факт, что сам он никогда не был в Бухенвальде).
8 июня 1948 года по поданной апелляции глава администрации американской зоны оккупации Германии генерал Люсиус Клей снизил срок заключения до 20 лет. Отбывал заключение в Ландсбергской тюрьме. 1 декабря 1950 года освобождён по состоянию здоровья.

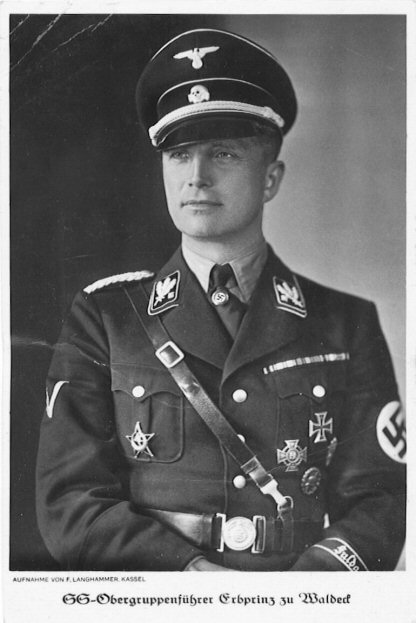

## Личная жизнь
25 августа 1922 года женился на герцогине Альтбурге Ольденбургской — младшей дочери великого герцога Фридриха Августа II Ольденбургского.
В браке родилось 5 детей:
- Маргарита Вальдек-Пирмонтская (22 мая 1923 — 21 августа 2003) в 1972 году сочеталась браком с графом Францем Августом цу Эрбах-Эрбах (1925—2015), брак распался в 1979 году;
- Александра Вальдек-Пирмонтская (25 сентября 1924 — 4 сентября 2009), в 1949 году сочеталась браком с Бото фон Бентхайм унд Штайнфуртом (1924—2001);
- Ингрид Вальдек-Пирмонтская (род. 2 сентября 1931), не замужем. Детей нет.
- Виттекинд Вальдек-Пирмонтский (9 марта 1936 — 16 декабря 2024), глава княжеского дома, в 1988 году сочетался браком с графиней Цецилией фон Гесс-Заурау (род. 1956), у супругов три сына.
- Гуда Вальдек-Пирмонтская (род. 22 августа 1939) сочеталась первым браком в 1958 году с князем Фридрихом Вильгельмом фон Видом (1931—2000), брак распался в 1972 году; сочеталась вторым браком в 1988 году с Хорстом Диркесом (род. 1939).

## Карьера в СС
- Штурмбанфюрер СС: 6 апреля 1930 года
- Штандартенфюрер СС: 11 мая 1930 года
- Оберфюрер СС: 15 сентября 1931 года
- Группенфюрер СС: 15 марта 1932 года
- Обергруппенфюрер СС: 30 января 1936 года
- Генерал полиции: 8 апреля 1941 года
- Генерал войск СС: 1 июля 1944 года

## Награды
- Железный крест (1914) 2-го и 1-го класса (Королевство Пруссия)
- Крест Фридриха Августа 1-го класса (Великое герцогство Ольденбург)
- Нагрудный знак «За ранение» в чёрном (1918) (Германская империя)
- Железный полумесяц (Османская империя)
- Золотой партийный знак НСДАП (1933)
- Почётный крест ветерана войны с мечами (1934)
- Пряжка к Железному кресту (1939) 2-го и 1-го класса
- Крест Военных заслуг с мечами 2-го (1939) и 1-го (1939) класса
- Нагрудный штурмовой пехотный знак
- Немецкий крест в золоте
- Медаль «За выслугу лет в НСДАП» в серебре
- Медаль «За выслугу лет в CC» 2-й, 3-й, 4-й степеней
- Кольцо «Мёртвая голова»
- Почётная шпага рейхсфюрера СС
- Кинжал чести рейхсфюрера СС (1936)
- Меч Первой мировой войны Эрбпринца Йозиаса цу Вальдек унд Пирмонта